# Bernardo Rossellino

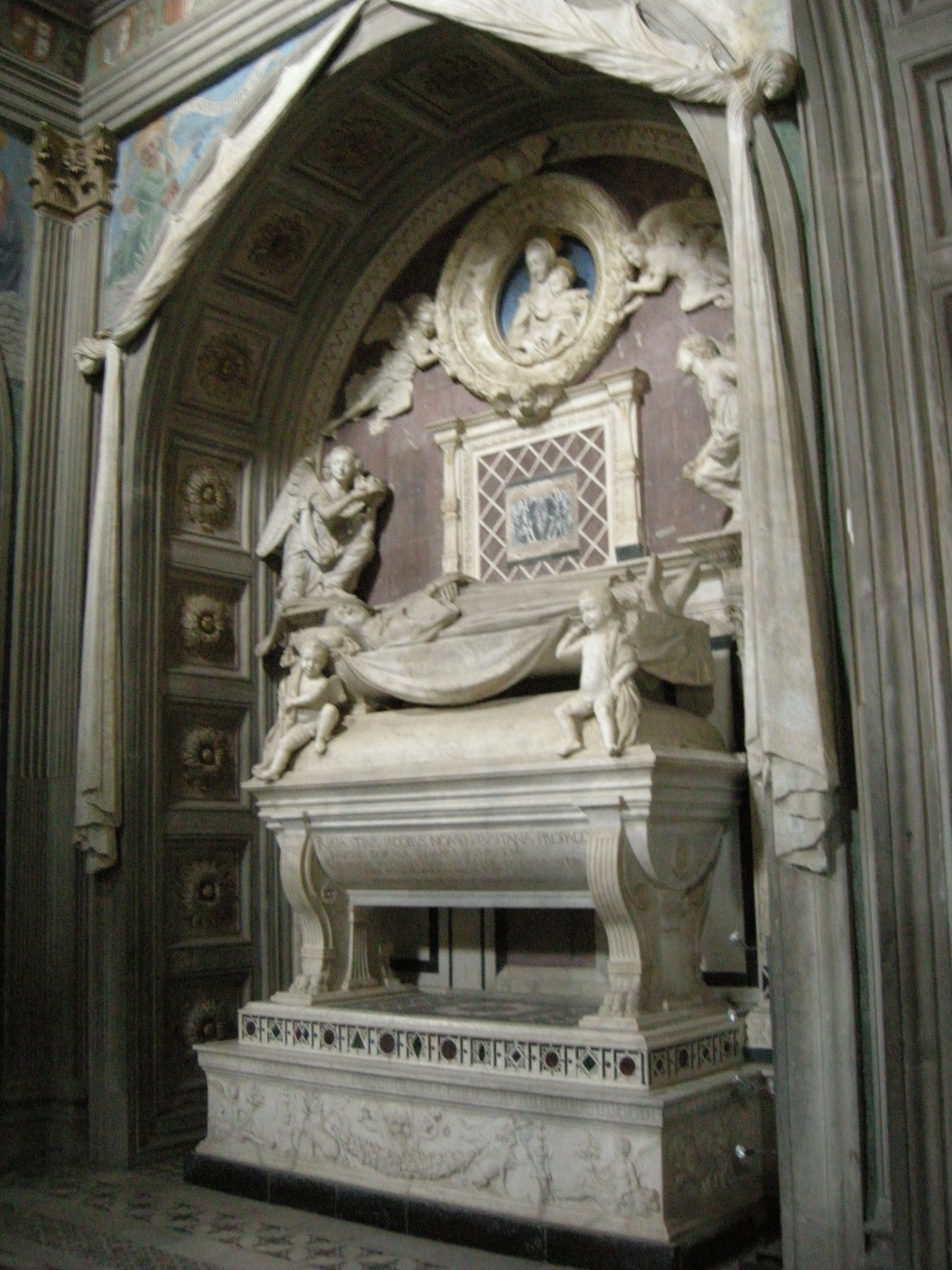
Tomba de Rossellino a la Basílica de San Miniato al Monte de Florència.

Bernardo di Matteo Gamberelli, més conegut com a Bernardo Rossellino (Settignano, 1409 – Florència, 1464), va ser un escultor i arquitecte italià, germà major de l'escultor Antonio Rossellino.
Rossellino va nàixer a Settignano, prop de Florència.
De jove va ser deixeble i col·laborador de Leone Battista Alberti, a partir dels esbossos i plànols del qual va construir el Palazzo Rucellai de Florència, un dels primers palaus pròpiament renaixentistes. Té tres ordres de pilars inscrits en una superfície de delicada i variada rusticitat, sota una cornisa amb mènsules i sense fris. A Arezzo va emprar la façana all'antica per a l'estructura tardo-gòtica de la confraternitat caritativa dita Fraternità della Misericordia.
Va treballar a la Toscana i a Roma, en aquesta darrera ciutat fent molts encàrrecs del papa Nicolau V, ampliant el transsepte i absis de l'Antiga Basílica de sant Pere (1452–55) que seria enderrocada a la següent generació. Entre altres projectes que va desenvolupar a Roma per a Nicolau V cal esmentar la restauració de Santo Stefano Rotondo, c. 1450, on encara es pot veure l'altar de la seua mà.
Va esdevenir cèlebre sobretot pel seu idealitzat replanejament de Pienza, a l'antic districte de Corsignano, on el papa Pius II va voler fer un monument del lloc on havia nascut, dissenyant-lo segons els principis de l'urbanisme i l'arquitectura renaixentistes. Va fer-ne el centre amb la plaça i els edificis més importants, la catedral, el Palazzo Pubblico, el palau del bisbe (Palazzo Vescovile) i el Palazzo Piccolomini, que havien de ser envoltats per la resta de la petita ciutat. Al Palazzo Piccolomini va emprar la mateixa organització de la façana que al Palazzo Rucellai. Per al papa Pius també va fer el palau senès de Nerucci.
En arquitectura va innovar amb el monument funerari mural, amb la tomba mural de Leonardo Bruni de la Basílica de la Santa Creu de Florència, (1444 – 1447). Hi va representar el darrer canceller florentí jeient en repòs en un sarcòfag, fet en baix relleu i situat sota un entaulament suportat per pilastres que recorda la secció central d'un arc de triomf, amb un relleu de la Mare de Déu al timpà. Aquest tipus de tomba va ser replicat per altres artistes, en primera instància pel conciutadà de Rossellino Desiderio da Settignano, i de seguida va esdevenir un model repetit al llarg de tot el Renaixement.
Entre altres comandes escultòriques en format arquitectònic, Bernardo va dissenyar la tomba de La Beata Villana a l'església de Santa Maria Novella de Florència i la del jurista Filippo Lazzari a l'església de San Domenico, a Pistoia. Va fer una porta de marbre ricament ornamentada per al Palazzo Pubblico de Siena i un panell de terracotta representant l'Anunciació que es conserva a la Catedral d'Arezzo.